# Caradog Jones
John Caradoc Jones ou « Crag » Jones (né en 1962) est un alpiniste gallois.
Le 23 mai 1995, Jones est devenu le premier Gallois à atteindre le sommet du mont Everest,. Jones faisait partie d'une expédition dirigée par l'alpiniste britannique Henry Todd, cependant il a gravit l'Everest du côté tibétain par l'arête nord-est. Son compagnon de cordée etant Michael Knakkergaard Jørgensen, le premier Danois à atteindre le sommet de l'Everest ; le duo avait passé 10 semaines à s'acclimater,.
Jones a grimpé partout dans le monde et compte à son actif plusieurs premières ascensions. Il a gravit avec Mick Fowler sur le pic Hunza au Pakistan (1991) puis Yes, Please (E3 6a) sur le château de Yesnaby dans les Orcades (1996). en 2001, en en solo  il parvient au sommet des Trois Frères, en Géorgie du Sud (2001). En 2005 il a entrepris avec Julian Freeman-Attwood, Rich Howarth et Skip Novak, une traversée sud-nord de 17 jours de la Géorgie du Sud, et on fait la première ascension du pic 5680.
Jones est né et a grandi à Pontrhydfendigaid, un village près de Tregaron, Ceredigion, au Pays de Galles. En 1982, il a obtenu un diplôme en biologie marine à l'Université de Bangor, et entre deux expéditions , il a travaillé dans le secteur de la pêche, notamment aux Malouines et en Géorgie du Sud. Il vit désormais avec sa femme et ses enfants à Helsby, dans le Cheshire, et travaille comme consultant indépendant en matière de pêche.